# Txeliàbinsk
Txeliàbinsk - Челябинск (rus) - és una ciutat de la Federació Russa, capital de l'óblast de Txeliàbinsk. Amb prop de 1,2 milions d'habitants, és la vuitena ciutat més poblada de Rússia, després de Kazan i per davant d'Omsk. La ciutat de Txeliàbinsk és al vessant oriental dels Urals, a 220 metres d'altitud sobre el nivell del mar i a 210 kilòmetres al sud de Iekaterinburg. La ciutat és creuada pel riu Miass, alhora que l'envolten tres llacs i un embassament. El clima és continental, a camí entre les regions dels Urals i Sibèria. En l'àmbit econòmic, Txeliàbinsk compta amb una important indústria de construcció de maquinària, així com diverses indústries metal·lúrgica, lleugeres i alimentària.
La localitat és un important nus de comunicacions, tant per carretera com de ferrocarrils. Txeliàbinsk és una de les estacions importants del cèlebre ferrocarril transsiberià. La ciutat compta amb l'aeroport de Balandino, on operen diversos vols nacionals. A nivell intern, la ciutat disposa d'una xarxa d'autobús, diverses línies de tramvia (operatives des de 1932), i de troleibús (funcionant des de 1942). En els darrers anys també s'ha plantejat de construir-hi una xarxa de metro.

## Clima
Txeliàbinsk es troba a la zona de l'estepa, gairebé al centre d'Euràsia a una gran distància dels mars i oceans, a l'est de la serralada dels Urals.
El clima és temperat,(transició de temperat continental a bruscament continental). La temperatura de l'aire depèn tant de la influència de les masses d'aire que entren al territori de la regió com de la quantitat d'energia solar que reben. 2066 hores a l'any Les precipitacions són de 410 a 450 mm.
L'hivern és llarg, moderadament fred i amb neu. La coberta de neu permanent es configura del 15 al 18 de novembre i roman 145-150 dies. L'alçada de la coberta de neu és de 30 a 40 cm, però en hiverns menys nevats és de 10 a 15 cm menys. Les tempestes de neu s'observen durant 30-35 dies, amb una durada total de 220-270 hores. La temperatura mitjana de gener és de -5.5 a -17.5 °C. El mínim absolut de la temperatura de l'aire va assolir -49 °C. La primavera és llarga i moderadament calenta. Les temperatures d'estiu comencen a augmentar al maig. L'estiu és moderadament càlid i sec, en alguns anys és plujós. La temperatura mitjana al juliol és de 18 a 19 °C. La temperatura màxima absoluta es va registrar el 1952 amb +40,0 ° С. La major quantitat de precipitació es produeix al juliol.

## Història
La ciutat de Txeliàbinsk fou fundada oficialment el 13 de setembre de 1736. Aquell dia, el coronel Tevkeliev va signar l'acta de compra dels terrenys on es construiria una fortalesa que, amb el temps, donaria lloc a la ciutat.
Fins a finals del segle xix, Txeliàbinsk va ser una localitat petita. Les coses van canviar però l'any 1892, amb l'arribada del ferrocarril transsiberià. La població va créixer molt ràpidament, en convertir-se en un important nus de comunicacions i centre comercial.
La ciutat va experimentar un segon impuls amb la industrialització dels anys 30 i de la Segona Guerra Mundial. Durant aquesta època es van construir nombroses fàbriques, a les quals cal afegir les nombroses indústries i instituts científics i tecnològics desplaçats des de la Rússia europea, ocupada per l'Alemanya nazi. Moltes de les noves indústries es van dedicar a la construcció d'armament, fet que li va valer a la ciutat el sobrenom de Tankograd (Ciutat dels tancs).
L'any 1957 va tenir lloc un important accident a la planta de reprocessament de combustible nuclear de Mayak. L'incident, a 150 kilòmetres al nord-oest de Txeliàbinsk, va provocar nombrosos morts a la província, però no pas a la ciutat.
L'any 2012 s'hi va celebrar la 23a edició dels Campionats Europeus de judo, organitzats per la Unió de Judo Europeu, entre el 26 i el 29 d'abril.

## Meteor del 2013
El febrer de 2013 un meteor de 10 tones i d'uns 3 metres de diàmetre es va dirigir cap a la Terra a una velocitat d'uns 60.000 Km/h, van informar experts de l'Acadèmia de Ciències de Rússia en un comunicat publicat després de l'esdeveniment. Els científics creuen que el meteor va esclatar en colpejar l'atmosfera inferior i es va desintegrar a una altitud d'entre 30 i 40 km per sobre de la superfície de la Terra. En si mateix aquest no és un esdeveniment especialment inusual, segons el comunicat.
Però aquest meteor era inusual perquè el seu material era tan dur -pot haver estat fet de ferro, segons el comunicat- que va permetre que alguns petits fragments, o meteorits, potser el 5 per cent de la massa del meteor, arribessin a la superfície de la Terra. No s'ha registrat res semblant al territori rus des del 2002, segons el comunicat.
Les estimacions de la mida del meteor variaven considerablement. Peter G. Brown, professor de física i director del Centre de Ciència i Exploració Planetària de la Universitat d'Oest d'Ontario, va dir que tenia uns 15 m de diàmetre i probablement pesava unes 7.000 tones. Va dir que l'energia alliberada per l'explosió era equivalent a 300 quilotones de TNT, la qual cosa la converteix en la més gran registrada des de l'explosió de Tunguska de 1908 a Sibèria, que es creu que va ser causada per un asteroide.
Els meteorits solen causar booms sonors quan entren a l'atmosfera de la Terra, i el que es va produir sobre Txeliàbinsk va ser prou contundent com per trencar plats i televisors a les llars de la gent. Les alarmes dels cotxes es van activar en quilòmetres al voltant i el sostre d'una fàbrica de zinc es va ensorrar parcialment. Més de 1.200 persones van resultar ferides, la majoria per vidres trencats, quan el meteor va irrompre a l'atmosfera terrestre amb una ratxa de llum encegadora i una sèrie de booms sonors, abans d'explotar sobre Txeliàbinsk.
L'octubre de 2013 es va trobar el fragment més gran del meteor, que pesa un 600 kg. Tot i que un forat al gel del llac Chebarkul, al sud-oest de Txeliàbinsk, havia deixat clar on va aterrar el fragment de meteorit, van caldre set mesos de recerca i una anàlisi detallada del sonar per determinar-ne la ubicació, a una profunditat d'uns 12 metres i cobert per uns 13 metres de llim. Va caler un mes més de planificació i treball per preparar la seva recuperació, un procés que va culminar davant una multitud aplegada a la riba, amb els actes retransmesos en directe per televisió. Els científics russos han estimat que té més de 4.500 milions d'anys, o aproximadament tan antic com el sistema solar.